# 신디니움과
신디니움과(Syndiniaceae)는 코키디니움목에 속하는 와편모충류과의 하나이다. 신디이움강에 속하는 신디니움목으로 분류하기도 한다. 5속 27종으로 이루어져 있다.

## 하위 속
- Hematodinium Chatton & Poisson, 1930
- Merodinium Chatton, 1923
- Solenodinium Chatton & Poisson, 1952
- 신디니움속 (Syndinium) Chatton, 1910
- Trypanodinium